# Шювякауги
Шювякауги — пресноводное озеро на территории Юшкозерского сельского поселения Калевальского района и Кривопорожского сельского поселения Кемского района Республики Карелии.

## Общие сведения
Площадь озера — 1,2 км², площадь водосборного бассейна — 52,7 км². Располагается на высоте 102,0 метров над уровнем моря.
Форма озера треугольная. Берега каменисто-песчаные, преимущественно возвышенные.
Через озеро протекает река Кауги (до впадения в Шювякауги носит название Хахнаоя), впадающая в озеро Юрика. Через последнее протекает река Шомба, впадающая в реку Кемь.
Код объекта в государственном водном реестре — 02020001011102000006158.